# 哈赫特
哈赫特（荷蘭語：Haacht，荷蘭語發音：[ɦaːxt]）是比利时弗拉芒大区弗拉芒布拉班特省魯汶區的一个市镇，西北角与安特衛普省接壤，通行荷蘭語，是弗拉芒社群的一部分，面积30.57平方千米，人口14,470人（2018年1月1日）。